# P-15 (ミサイル)
P-15 テルミート（ロシア語: П-15 «Термит»）は、1950年代にソビエト連邦で開発された短距離対艦ミサイル。愛称はロシア語で「白蟻」や「テルミット」の意味。
GRAUインデックスは4K40。西側諸国においては、アメリカ国防総省（DoD）識別番号としてはSS-N-2、NATOコードネームとしては「スティクス」と呼ばれた。

## 概要
開発は、小型艦艇に対してミサイルによる対水上火力を付与する要請に従って1955年より第155設計局（OKB-155）において着手され、1957年には第2-155設計局（OKB-2-155）の独立に伴ってこちらに引き継がれた。また、ロケットの専門家であるイサエフ設計官も作業に加わった。同年10月には最初の試射が行われ、1959年には183R型小型ミサイル艇（コマール型）、1960年には205型大型ミサイル艇（オーサ型）に搭載されて配備が開始された。同年、ソ連海軍は正式にミサイルを受領した。
動力としては、発射時に用いるブースターとしては固体燃料ロケットが、巡航時に用いるサステナーとしては液体燃料ロケットが用いられる。ミサイル発射機は4S30と称されており、発射時には15度の仰角をとる。発射後、ミサイルはブースターによって45度の角度で約450フィート (140 m)まで上昇する。その後、高度400メートルで巡航に入る。計画段階ではこの航程において指令誘導を受ける計画であったが、これは実現しなかった。なお、巡航高度は100、150、200、250、300メートルから選ぶことができるが、気圧高度計によって調節されるため、シースキミング飛行は不可能である。その後、目標の予定座標から6海里 (11 km)のところでアクティブ・レーダー・ホーミング誘導装置が作動を開始する。事前に設定された6パターンの周波数のうち1つで捜索を行い、もっともレーダー反射断面積が大きい目標に対して突入する。少なくとも、初期のモデルにおいては移動目標と固定目標の識別は不可能であった。上記の通り、本機はシースキマーではないため、終末航程はダイブのみである。
その後、1961年には改良型のP-15U（SS-N-2B）が実用化された。これは、翼を折りたたみ式にするとともに誘導装置に改良を加えており、のちには赤外線誘導にも対応した。これらはP-20として輸出にも供された。1970年には、更に改良されたP-15M テルミートM（SS-N-2C）も登場した。これは、高度計を電波高度計にすることで巡航高度を25-50メートルに低空化するとともに、射程を80kmに延伸した。こちらはP-21またはP-22として輸出された。また、1970年代末には、沿岸砲兵用として、P-15Mから派生した「ルベーシュ」（SS-C-3）も開発された。
なお、艦上に配置される射撃指揮システムとしては、当初はXバンドのMR-331 ラングアウト（ロシア語: МР-331 «Рангоут»; NATOコードネーム：スクエア・タイ）レーダーを採用したKLON システムが採用されており、その後、P-15Uにおいては、「ガルプン」（ロシア語:  «Гарпун»; NATOコードネーム：プランク・シェイブ）を用いるコレルによって更新された。

## 配備

### 実戦運用
ソ連製P-15の主な使用は以下の通りである。
- 1967年10月21日：エジプトがイスラエルに対して発射。アレキサンドリア港外にてエジプト海軍205号計画型（NATOコードネーム：オーサ型）ミサイル艇が、イスラエル海軍駆逐艦「エイラート」を撃沈（エイラート事件）。
- 1971年：インドがパキスタンに対して発射。
- 1973年10月7日：シリアがイスラエルに対して発射（ラタキア沖海戦）。
- 1980年-1988年：イランがイラクに対して発射。

中国製に関しては、イラン・イラク戦争において全種類使用されている。

### 運用国
- ソビエト連邦海軍
- ロシア海軍
- ウクライナ海軍
- アルジェリア海軍
- アンゴラ海軍
- ブルガリア海軍
- 中国人民解放軍海軍
- キューバ海軍
- インド海軍
- イラク海軍
- リビア海軍
- 朝鮮人民軍海軍
- ポーランド海軍
- ルーマニア海軍
- ソマリア海軍
- シリア海軍
- ベトナム人民海軍
- イエメン海軍
- エジプト海軍

#### 中国での発展
中国は、1958年にソ連からの供与を受け、少なくとも4種の派生型を開発した。そのうち、中国で生産された艦船発射型はNATOコードネームでCSS-N-1 ScrubbrushやCSS-N-2と区別された。一方、その派生型であるHY-1とHY-2は沿岸防衛用として運用された。このタイプのミサイルの他の名前としては、SY-1、FL-1などがある。中国による命名の特色として、仕様が同じでも国内用と輸出用とで名称が異なっている。